# Lorenz Werthmann
Lorenz Werthmann (Geisenheim, Hesse, 1 de octubre de 1858-Friburgo de Brisgovia, Baden-Wurtemberg, 10 de abril de 1921) fue un sacerdote católico y trabajador social alemán. Fue el fundador y primer presidente de Cáritas.

## Biografía
Werthmann nació en Geisenheim el 1 de octubre de 1858. Asistió a la escuela secundaria en Hadamar. Estudió en el Collegium Germanicum en Roma, donde recibió sus títulos de Doctor en Filosofía y Doctor en Teología.
Recibió la ordenación sacerdotal en Roma, en 1883. Después de un breve período en Frankfurt, Werthmann se convirtió en secretario del obispo Peter Joseph Blum en Limburg an der Lahn. Ocupó el mismo cargo con su sucesor Christian Roos. Cuando fue elegido arzobispo de Friburgo en 1886, lo siguió y desde allí, a partir de 1895, comenzó a construir la asociación Caritas. Como clérigo, recibió los títulos de "chambelán papal" y "clérigo del arzobispo". El 9 de noviembre de 1897, Werthmann fundó en Colonia la Asociación Caritas para la Alemania Católica (DCV), que desde 1921 se conoce como Asociación Caritas Alemana (DCV).
La preocupación de Werthmann era dar una respuesta adecuada a las necesidades y miserias sociales de su época. "Organizar, estudiar, publicitar" fueron las tres tareas centrales que escribió en el registro de la asociación Caritas:
- Organizar: significa unir fuerzas y crear redes de apoyo con los efectos de sinergia resultantes en lugar de acciones aisladas.
- Estudiar: en referencia a que Caritas (en latín, caridad) «no es solo el ejercicio de un corazón cálido», sino «una ciencia, un arte», lo que significa que requiere competencia técnica y racionalidad profesional.
- Publicitar: Werthmann asoció este objetivo con la idea de crear una conciencia general de Caritas.

Werthmann estuvo a cargo de la revista Caritas con la primera edición en 1895 hasta su muerte en 1921. Fue miembro de la K.D.St.V. Arminia Freiburg im Breisgau en el CV y desde 1898 en la Asociación de Asociaciones de Estudiantes Católicos Científicos Unitas.
Werthmann fue partidario del colonialismo alemán, al que representó en varios discursos sobre la misión a los gentiles, y también fue miembro del Verein für das Deutschtum im Ausland. Werthmann estaba muy comprometido con los inmigrantes y el bienestar de ellos. En 1914, la dirección del Raphaelsverein, cuya tarea principal era el asesoramiento y atención a los emigrantes, pasó a manos de Werthmann, lo que supuso que su oficina principal se trasladara a Limburg a Freiburg, donde permaneció hasta que se trasladó a Hamburgo en 1921.